# Tegenbetoging

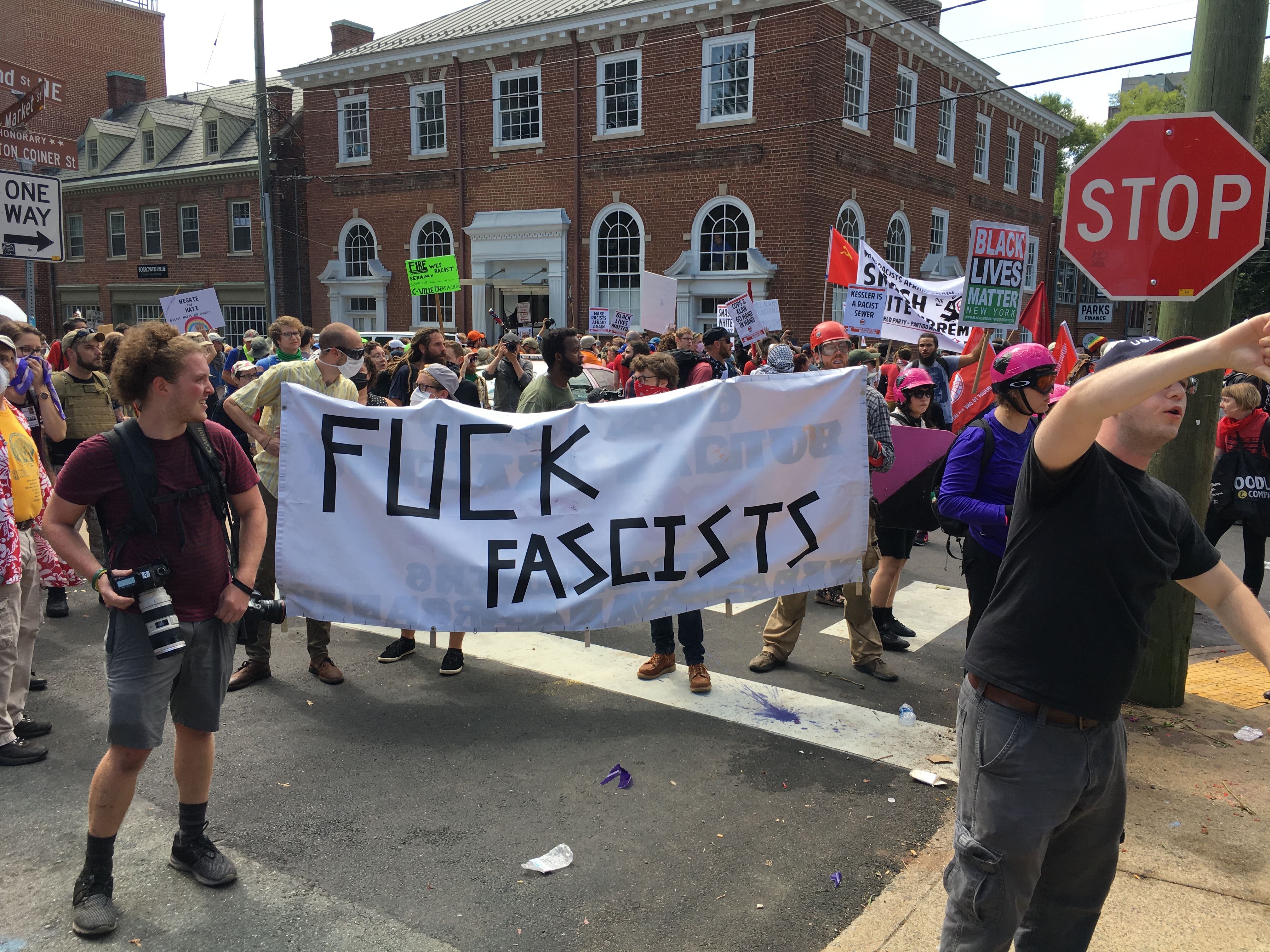
Een tegenbetoging tegen de Unite the Right-rally in het Amerikaanse Charlottesville in 2017

Een tegenbetoging is een betoging of andere protestactie in de onmiddellijke omgeving van een andere betoging met een tegenovergesteld doel. Activisten gaan over tot een tegenbetoging om tegenstand uit te drukken tegen waarvoor de andere groep demonstreert, om de aandacht van de pers af te leiden van de andere groep of om de andere demonstratie op een vreedzame of gewelddadige manier te verstoren. Tegenbetogingen kunnen kaderen in een strategie van denormalisatie of marginalisering van de tegenstand.